# Expo 2020
Expo 2020 – pierwsza na Bliskim Wschodzie światowa wystawa, która odbyła się w Dubaju (Zjednoczone Emiraty Arabskie). Hasło przewodnie wystawy brzmiało „Łącząc umysły, tworzymy przyszłość”. Wystawa była zaplanowana od 20 października 2020 do 10 kwietnia 2021 roku, ale ze względu na pandemię COVID-19 zostało przesunięte na okres od 1 października 2021 do 31 marca 2022 roku .

## Informacje
Organizatorzy oczekiwali, że Expo 2020 w okresie od 20 października do 10 kwietnia 2021 przyciągnie 25 milionów odwiedzających, z czego ponad 70 procent będą stanowili goście zza granicy. 20 października to także początek 50. rocznicy powstania państwa. Na oficjalnej stronie wystawy możemy zobaczyć obiekty przygotowywane specjalnie na tę okazję. Expo 2020 miało zwiększyć o 1,5 proc. produkt krajowy brutto Zjednoczonych Emiratów Arabskich. Według "Gulf News" na projektach infrastrukturalnych planowanych na wystawę Dubaj i państwo miało zyskać ok. 6,9 mld dolarów. Na ekspozycję wykorzystano około 438 hektarów. 
Za obecność Polski na Wystawie odpowiadała Polska Agencja Inwestycji i Handlu . Pawilon zaprojektowany przez pracownię WXCA i szwajcarskie studia Bellprat Partner zwyciężył w konkursie World Expo Awards organizowanym przez EXHIBITOR Magazine. Pawilon został wyróżniony także Srebrną Nagrodą za aranżację wnętrz pawilonów średniej wielkości. Nagrodę przyznało Biuro Wystaw Światowych w Paryżu – międzyrządowa organizacja odpowiedzialna za nadzorowanie organizacji Wystaw Światowych. 
1 października 2021 Poczta Polska wydała znaczek z okazji Wystawy Światowej w Dubaju. 